# Fackofficer
Fackofficer (tyska: Offiziere des militärfachlichen Dienstes, OffzMilFD) är en befälskategori i Bundeswehr motsvarande de tidigare svenska kompaniofficerarna. Denna kategori infördes 1968. Fackofficerare rekryteras från underofficerskåren och kan ha tjänstegraderna fänrik, löjtnant, kapten eller stabskapten.